# Umeboshi

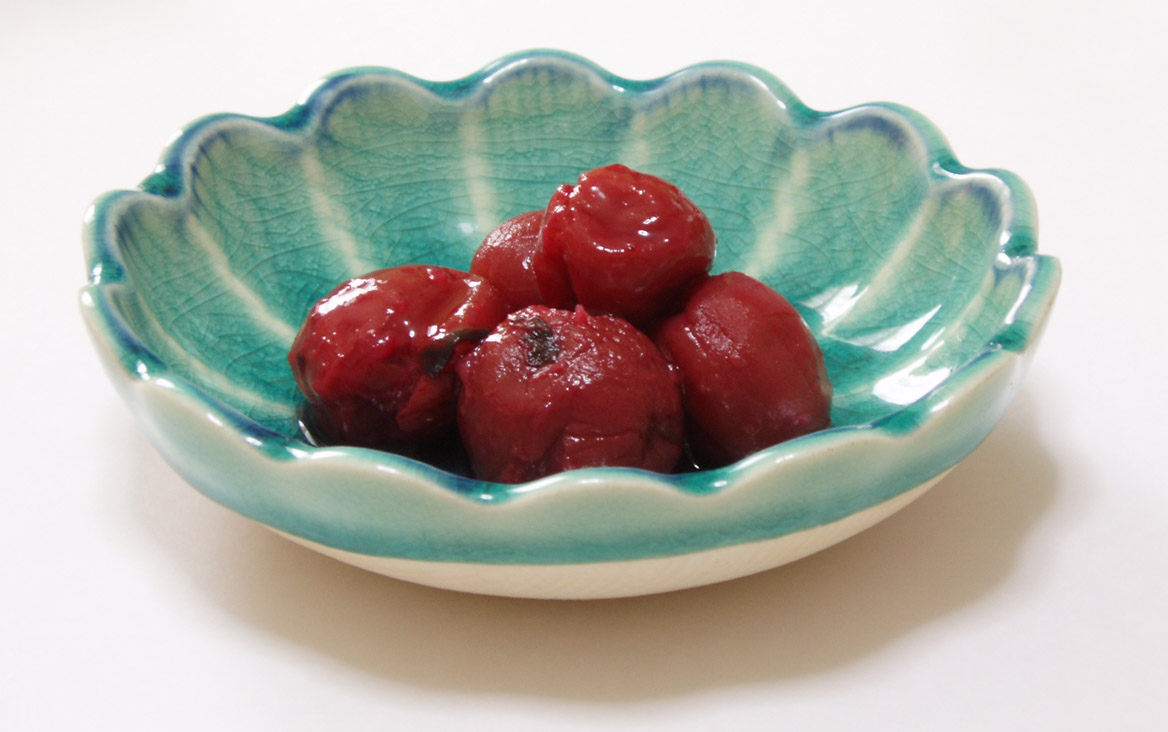
Umeboshi colorato

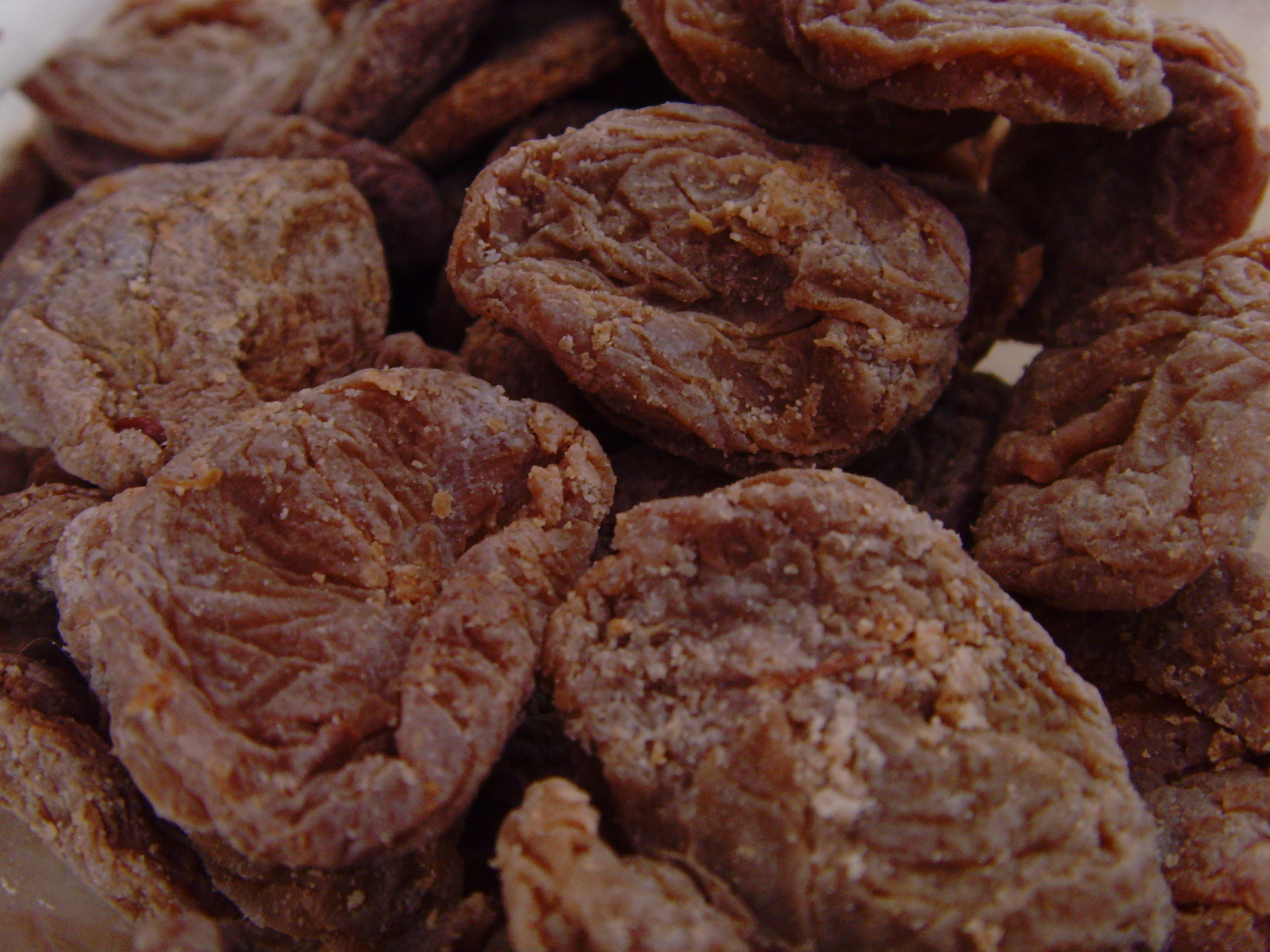
Umeboshi secco

L'umeboshi (梅干し?) è un popolare condimento della cucina giapponese a base di prugne (ume) salate. Vengono utilizzate, abitualmente, le prugne giapponesi ovvero i frutti dell'albero Prunus mume arrivate a maturità. Il colore naturale è un bruno aranciato, dato dal contenuto in β-carotene; spesso tuttavia si preferisce colorare l'umeboshi per fargli assumere un più piacevole colore rosso. La colorazione viene effettuata mediante le foglie di shiso, una pianta aromatica, molto ricche in antociani. L'umeboshi ha un gusto accentuato acido e salato dato principalmente dalla macerazione delle prugne nel sale.

## Preparazione
Dopo aver lavato i frutti freschi e maturi, vengono tenuti in infusione nell'acqua fredda per togliere l'amaro. In seguito vengono accuratamente scolati ed asciugati con un panno. I frutti sono disposti sul fondo di un recipiente adatto (preventivamente sterilizzato con acqua bollente) e spruzzati o vaporizzati con acquavite. Viene a questo punto aggiunto il sale (in proporzione di circa 200 grammi di sale per chilo di frutta) mescolando accuratamente affinché il sale penetri bene nei frutti.
A questo stadio l'umeboshi può essere consumato ma più frequentemente viene colorato di rosso con le foglie di shiso (varietà a foglie rosse) e fermentato.
Dopo aver lavato le foglie nell'acqua fredda, queste vengono mescolate al sale marino. Questo miscuglio viene disposto, facendo degli strati, con le prugne per favorire la fermentazione.
Il recipiente viene coperto con un peso per ben pressare i frutti nella loro salamoia che deve durare da quattro a cinque settimane.
Quando la fermentazione è avvenuta le prugne vengono ritirate e fatte seccare.
Possono essere consumate intere o ridotte in polvere a formare un condimento chiamato shiso momiji.